# ITunes

iTunes este o aplicație software, prezentată pentru prima dată de către compania Apple la 10 ianuarie 2001 în cadrul Macworld Expo din San Francisco, utilizată pentru redarea și organizarea fișierelor muzicale audio și video. Programul este folosit și pentru a administra conținutul stocat pe iPoduri. În plus, iTunes se poate conecta la iTunes Store (dacă există o conexiune la internet) pentru a descărca melodii, videoclipuri muzicale, emisiuni TV, jocuri pentru iPod (generația a 5-a), cărți audio, diferite podcasturi și filme.
iTunes se poate downloada gratis și este disponibil penrtru sistemele de operare Mac OS X, Windows Vista, Windows XP, Windows 7, Windows 8, Windows 10, de pe web-siteul Apple. Este inclus gratis pe toate computerele Macintosh.

## Sincronizarea cu iPod-ul
iPod + iTunes este un celebru banner din toate reclamele pentru iPod și subliniază legătura dintre aceste două produse, o legătură ce durează de peste 6 ani. Sincronizarea este procesul în care toate sau o anumită parte din librăria iTunes-ului este copiată pe iPod. De asemenea ștergerea unui fișier din iTunes duce la înlăturarea lui și din iPod la o următoare sincronizare, însă există și alternativa ca toate fișierele și playlist-urile să fie manual încărcate sau șterse din iPod.
Cu ajutorul iTunes-ului se pot vizualiza informațiile despre iPod, de exemplu capacitatea, seria, modelul, versiunea soft-ului instalat etc.
De asemenea, iPod-ul poate fi folosit și ca o sursă externă de memorie (precum un hard-disk portabil), pentru a transfera orice tip de fișiere după un calculator pe unul nou.
Atenție ! Pentru a realiza acestă operațiune trebuie să vă asigurați că fișierele pe care doriți să le mutați nu sunt virusate sau conțin informații care încalcă drepturile de autor și/sau manualul de folosință a produsului.

## Operabilitatea
Făcând parte din firma Apple, iTunes-ul a fost instalat pentru prima oară pe o platformă Mac și de-a lungul timpului a evoluat. Funcționalitatea este în proporție de 100% pe un astfel de computer, având posibilitatea să fie integrat cu alte programe precum iPhoto sau iDVD. Nu de mult echipa tehnică iTunes lansa noile versiuni întâi pe sistemele Mac apoi le făcea disponibile pentru utilizatorii Windows, dar în cele din urmă s-a renunțat la această strategie din respect pentru numărul tot mai mare de sisteme Windows cu iTunes instalat.
O altă mișcare inteligentă din partea lui Steve Jobs a fost introducerea iTunes-ului pe sistemele Windows pe data de 16 octombrie 2003. Sistemele Windows având o popularitate remarcabilă și deținând 88% din computerele de pe întreg mapamondul, nu i-au adus lui Steve decât vânzări enorme în magazinul iTunes și vânzări la celebrele playere iPod. Practic din acest moment iTunes reușește să doboare toate recordurile referitoare la … cele mai multe melodii vândute (În prima zi s-au înregistrat 20.000 de noi conturi pe iTunes Store)
Continuând tradiția, Apple se conformează cu noul sistem de operare Windows Vista și pe 29 mai 2007 lansează aplicația total compatibilă cu Vista (iTunes versiunea 7.2)

## Salvarea fișierelor
iTunes dispune de suport pentru scrierea CD-urilor cât și a DVD-urilor. Pe lângă modalitatea manuală de a crea foldere și a le salva ulterior pe un CD, iTunes pune la dispoziție un program simplu de back-up în care utilizatorul își poate salva întreaga librărie pe unul sau mai multe DVD-uri. De asemenea iTunes va reține ultima sesiune de scriere iar muzica nou venită în librărie va fii sincronizată pentru următorul back-ul, evitând astfel scrierea aceluiași album de două ori.
Bineînțeles, utilizatorul își poate crea personal ordinea și numele oricărui folder și îl poate salva manual (manual=neutilizand iTunes) pe un DVD când atinge 4 Gb de fișiere.
Prin butonul “Burn Disc” iTunes realizează o scriere a playlist-ului selectat. Dacă capacitatea playlist-ului este mai mare decât un CD de 700 MB, iTunes va cere un al doilea disc pentru reluarea activității de scriere (doar atunci când capacitatea playlistului depășește unitatea de stocare). 
O altă funcție importantă a iTunes-ului este printarea coperților. 
Pentru această operație, trebuie selectat un playlist sau (smart playlist) apoi tastat Ctrl+P pentru a deschide fereastra Print. De asemenea se pot printa coperți dar și liste cu melodii pentru o evidență mai bună a arhivei și o căutare mai ușoară a unei melodii în DVD-urile salvate.

## Dreptul de folosire
Termenii Apple spun că la încetarea vieții, drepturile pentru muzică achiționată revin companiei, neputând fi distribuite rudelor sau familiei.
În septembrie 2012, actorul american Bruce Willis anunța că intenționează să atace în instanță compania Apple, deoarece dorea să lase moștenire colecțiile de muzică cumpărate de pe iTunes celor trei fiice.

## Istoria iTunes
Istoria versiunilor iTunes se întinde pe aproximativ 6 ani de la prima afișare oficială și până în prezent. Odată cu trecerea timpului și cu îmbunătățirea tehnologiei, iTunes a cunoscut un întreg proces de schimbări, transformând astfel un simplu player pentru muzică în unul dintre cele mai folosite și rafinate playere digitale existente la ora actuală.
| Versiune | Data Lansării       |
| -------- | ------------------- |
| 1.0      | Ianuarie 9, 2001    |
| 1.1      | Februarie 21, 2001  |
| 2.0      | Octombrie 23, 2001  |
| 2.0.2    | Noiembrie 16, 2001  |
| 2.0.3    | Decembrie 13, 2001  |
| 2.0.4    | Martie 20, 2002     |
| 3.0      | Iulie 17, 2002      |
| 4.0      | Aprilie 28, 2003    |
| 4.1      | Octombrie 16, 2003  |
| 4.2      | Decembrie 18, 2003  |
| 4.5      | Aprilie 28, 2004    |
| 4.6      | Iunie 9, 2004       |
| 4.7      | Octombrie 27, 2004  |
| 4.9      | Iunie 18, 2005      |
| 5.0      | Septembrie 7, 2005  |
| 6.0      | Octombrie 12, 2005  |
| 7.0      | Septembrie 12, 2006 |
| 7.1      | Martie 5, 2007      |
| 7.2      | Mai 29, 2007        |
| 7.3      | Iunie 29, 2007      |
| 7.4      | Septembrie 4, 2007  |
| 7.5      | Noiembrie 7, 2007   |